# Гадид

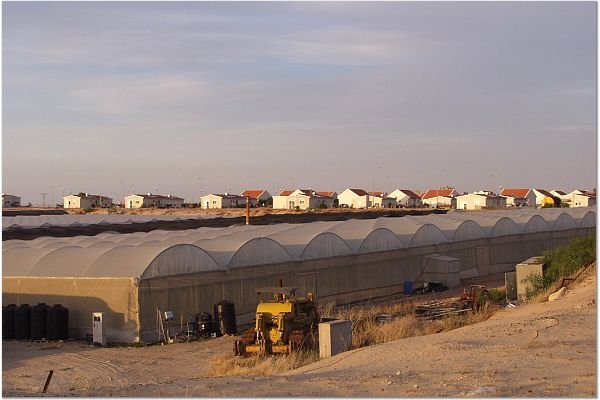
Гадид

Гадид (ивр. גָּדִיד‎) — ныне утраченное израильское поселение религиозных деятелей в поселенческом блоке Гуш-Катиф, который принадлежал Региональному совету побережья Газы (Хоф-Аза) в секторе Газа. Поселение расположено к югу от Неве-Дакима и к юго-западу от Хан-Юниса. Названия Гадид происходит от термина, используемого в Торе для описания урожая фиников в этом районе.
Все еврейские жители были выселены, дома снесены, а земля передана Палестинской национальной администрации в рамках одностороннего размежевания и ухода Израиля в 2005 году.

## Создание поселения
В конце апреля 1979 года было решено основать Нахаль Гадид в месте, которое тогда называлось Катиф Д. Группа поселенцев, которым суждено было в будущем заселить поселение Гадид, прибыла для временного пребывания и обучения в поселение Кфар-Даром, которое затем использовалось в качестве транзитного лагеря. В середине апреля 1982 года, незадолго до ухода с Синая солдаты Нахала эвакуировали это место, а здания были переданы региональному совету и использовались собранием Хесдер Йимит.

## Поселение
В то время когда рядом с домами построили теплицы, в поселении проживало около 60 семей, зарабатывавших на жизнь сельским хозяйством. Основными сельскохозяйственными культурами были перец и листовая культура. В посёлке также действовал завод по производству экстрактов лекарственных растений. В Гдиде действовали детские сады и ясли, молодёжный клуб, филиал «Бней Акива» и культурный клуб. Здесь также была великолепная синагога и зал для проведения мероприятий. В 1999 году в Гедиде был открыт центр приёма новых репатриантов. Раввин Игаль Хадая служил раввином ишува, позже раввином Яд Биньямина.
В начале 2005 года большинство жителей решили провести переговоры с властями о переселении всех семей одной группой в альтернативное поселение в пределах «зеленой линии», но эта инициатива не увенчалась успехом. В мае того же года к поселку присоединился депутат Кнессета Юлий Эдельштейн, чтобы выразить протест против плана размеживания. До эвакуации в Гедиде проживало 75 семей, из них 15 семей остались в приемном центре.

## Эвакуация
Жители Гадида были насильственно выселены из своих домов 19 августа 2005 года израильской армией и израильской полицией.
В рамках плана размежевания 19 августа 2005 года ворота мошава были пробиты бульдозером. Большинство жителей посёлка уехали 16 августа, опасаясь столкновения с военными. В пятницу, 19 августа, солдаты ходили среди оставшихся жителей и пытались убедить их эвакуироваться добровольно. Тех, кто добровольно ушёл, сели в автобусы, а тех, кто сопротивлялся, солдаты насильно посадили в автобусы. При этом десятки людей, пришедших поддержать жителей, жгли шины на основных транспортных магистралях, чтобы затруднить эвакуацию. Синагогу эвакуируовали после последней молитвы в ней. Эвакуация завершилась около полудня.
На день изгнания жителей здесь проживало около шестидесяти семей, в том числе более 310 человек.